# Astolfo
Cette page présente le prénom Astolfo ainsi que ses variantes.
Astolfo (hypocoristique : Stolfo) est un prénom italien masculin, aujourd'hui désuet.
Il est fêté le 5 janvier (Sant'Astolfo di Magonza) ou le 28 juillet (Beato Astolfo Lobo).
Son équivalent français est Astolphe.
Il est à l'origine du patronyme Astolfi.

## Étymologie
Ce prénom italien dérive de l'anthroponyme germanique (H)aistulf, composé de l'élément (h)aist (proto-germanique : *haifstiz), « violence, véhémence »,, suivi de l'élément ulf (proto-germanique : *wulfaz), « loup ». Il fut probablement introduit en Italie par les Lombards au VIe siècle.

## Personnages historiques
- Astolfo, nom italien d'Aistolf, roi des Lombards de 749 à 756 ;
- Astolfo, évêque de Vicence de 1028 à 1050.

## Fiction
- Astolfo, personnage de Fate/Apocrypha (inspiré d'un light novel sorti en 2012) ;
- Astolphe, personnage du manga Les Mémoires de Vanitas.

## Personnalités portant ce prénom
- Astolfo Benini (it) (né en 1922), joueur de football italien ;
- Astolfo de Maria (it) (1891–1946), peintre italien ;
- Astolfo Moretti (it) (1910–1971), homme politique italien ;
- Astolfo Petrazzi (en) (1583–1665), peintre italien ;
- Astolfo Romero (en) (1950–2000), musicien et compositeur vénézuélien.